# Mariä Himmelfahrt (Essenbach)

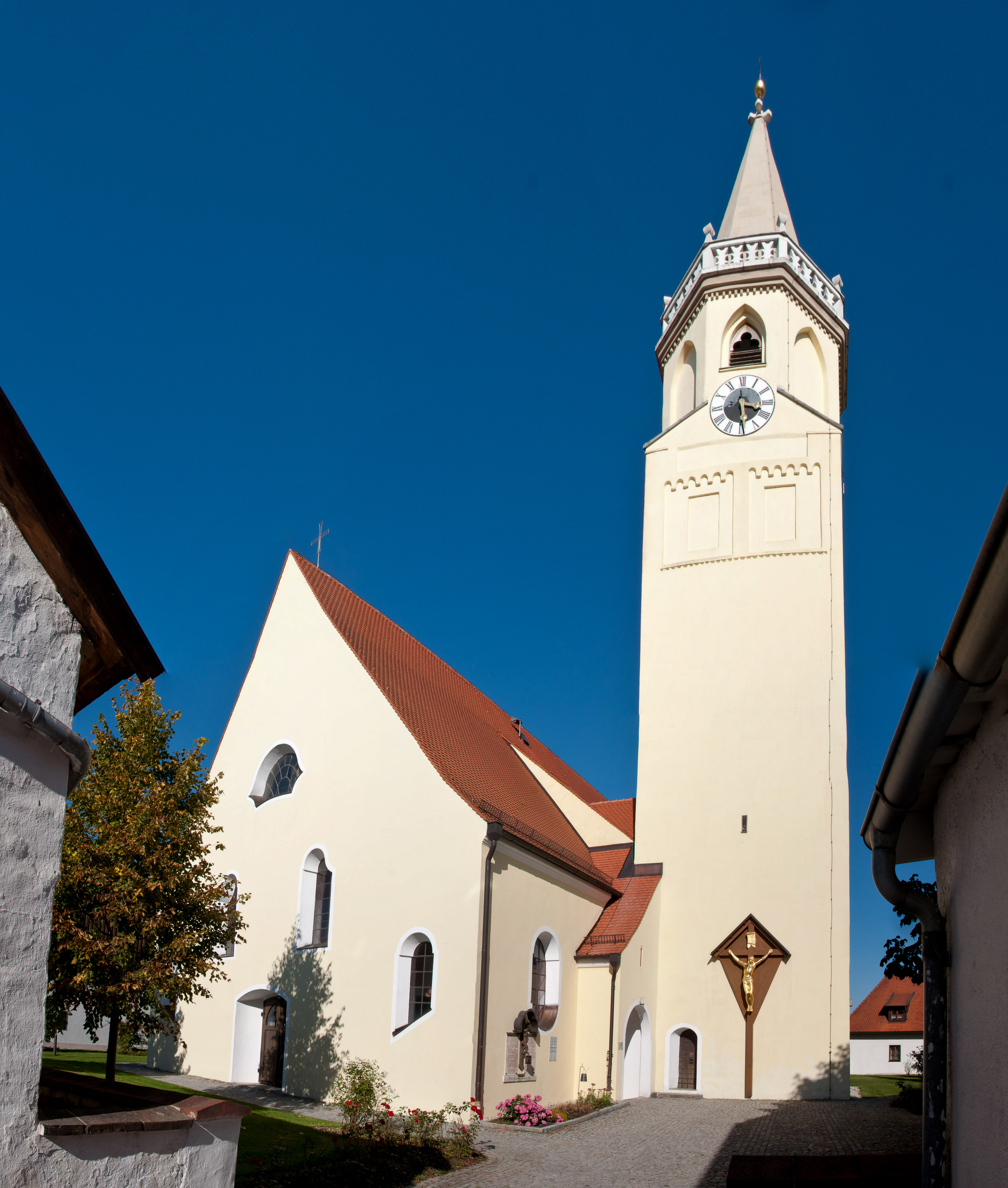
Außenansicht der Pfarrkirche Mariä Himmelfahrt in Essenbach von Südwesten

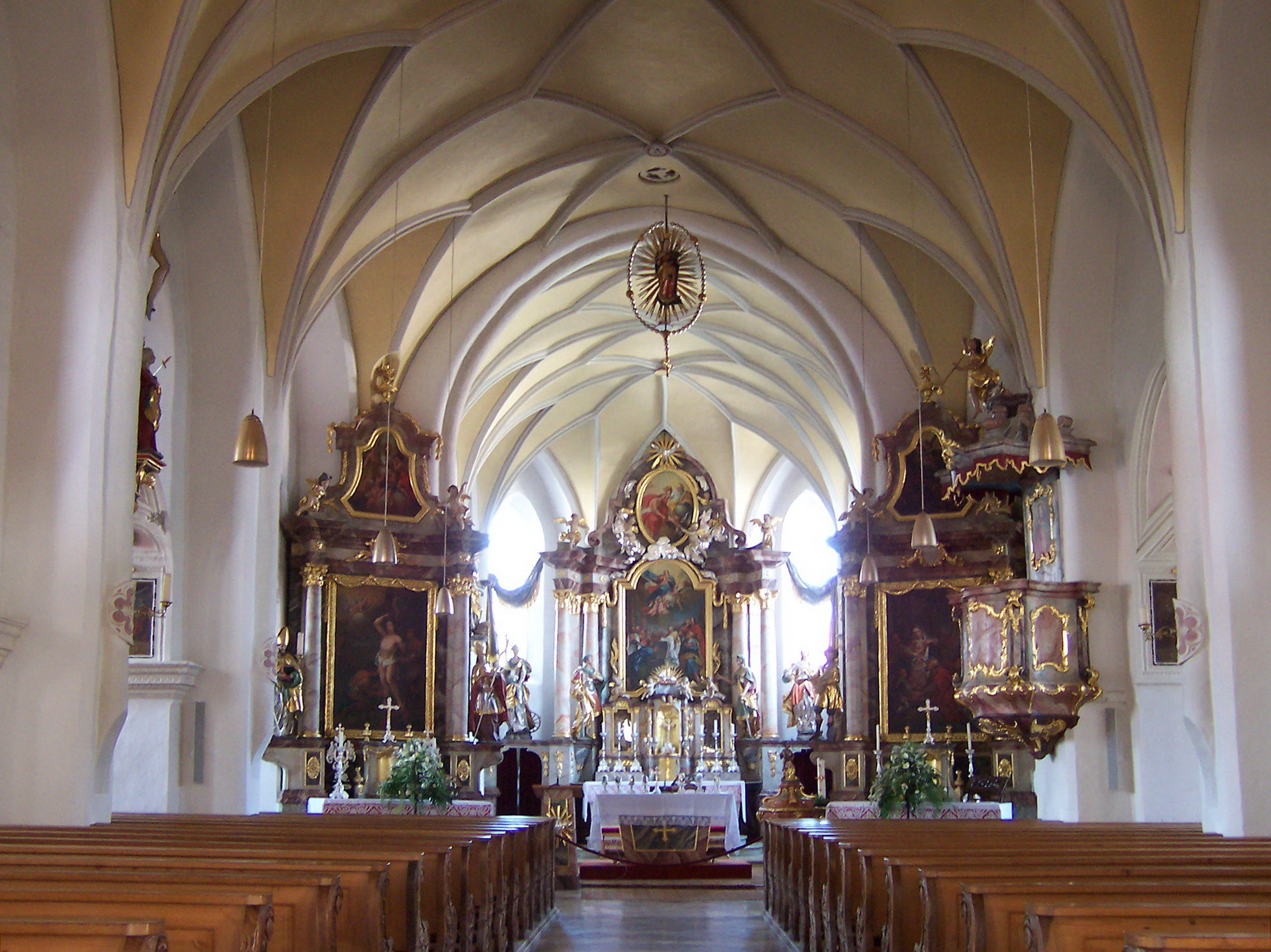
Innenraum

Die römisch-katholische Pfarrkirche Mariä Himmelfahrt im niederbayerischen Markt Essenbach im Landkreis Landshut ist eine im Kern spätgotische Kirche, deren Chorgewölbe laut Inschrift an einem Schlussstein im Jahr 1470 fertiggestellt wurde. Durch mehrfache Erweiterungen entstand daraus im Laufe der Jahrhunderte eine dreischiffige Hallenkirche. Bemerkenswert ist die Ausstattung im Stile des Barock und Rokoko, die zum Teil von dem berühmten Landshuter Bildhauer Christian Jorhan dem Älteren stammt. Mariä Himmelfahrt ist ein nach der Haager Konvention geschütztes Kulturgut und als Baudenkmal mit der Nummer D-2-74-128-1 beim Bayerischen Landesamt für Denkmalpflege eingetragen. Sie bildet mit St. Dionysius (Mettenbach) und Mater Dolorosa (Mirskofen) die katholische Pfarreiengemeinschaft Essenbach im Dekanat Landshut des Bistums Regensburg.

## Geschichte

### Vorgängerbau
Essenbach wurde im Jahr 831 erstmals urkundlich erwähnt, als Hitto, der Abt des Klosters Mondsee sein Gut zu Heisenbach dem Regensburger Domkapitel übereignete. Daraus muss sich ein kleiner Herrschaftssitz entwickelt haben, denn 1263 stifteten die Brüder Konrad und Friedrich von Perge im unmittelbaren Umfeld ihrer Wasserburg ein spätromanisches oder frühgotisches Gotteshaus, bestehend aus Langhaus und halbrunder Apsis. Der Turm, der ursprünglich als Bergfried dieser Burg diente und deshalb im unteren Bereich über rund zwei Meter dickes Füllmauerwerk zwischen zwei Backsteinschalen verfügt, besaß zu dieser Zeit noch keine Verbindung zum Kirchengebäude.

### Entstehung des heutigen Kirchenbaus in Spätgotik und Barock
Während der Blütezeit des Wittelsbacher Teilherzogtums Bayern-Landshut wurde um 1470 anstelle des spätromanisch-frühgotischen Vorgängerbaus eine spätgotische Kirche errichtet, die dem heutigen Chor und vier östlichen Jochen des Mittelschiffs entspricht. Außerdem wurde um diese Zeit der mittelalterliche Bergfried erhöht und zum Kirchturm ausgebaut; dabei erhielt er seinen Achteckaufsatz, die Galerie und den gemauerten Spitzhelm. Der Baumeister der Kirche ist unbekannt, kann aber aufgrund diverser Stilelemente der Landshuter Bauhütte zugeordnet werden, die zu dieser Zeit unter anderem an der Fertigstellung der Stiftsbasilika St. Martin arbeitete.
Ausgehend von einem Gelöbnis während des Dreißigjährigen Kriegs und da die Essenbacher Kirche letztendlich vor der Zerstörung verschont wurde, baute man um 1670 das nördliche Seitenschiff an und widmete es als Marien- oder Frauenkapelle der Mutter Gottes. Um dieses mit dem bestehenden Langhaus zu verbinden, wurden aus den Seitenwänden kurzerhand vier rundbogige Arkaden herausgebrochen. Im Jahr 1713 folgte schließlich das südliche Seitenschiff, welches in gleicher Weise mit dem Mittelschiff verbunden wurde. Dieses stellte endgültig die Verbindung zu dem zuvor freistehenden Turm her, welcher gegenüber dem Kirchenbau leicht verdreht ist. Eine ähnliche historische Entwicklung lässt sich beispielsweise bei der Basilika St. Emmeram in Regensburg oder bei der Pfarrkirche St. Florian und Wolfgang in Kirchberg feststellen.

### Umbauten im 20. Jahrhundert und Erhebung zur Pfarrei 1922
In den Jahren 1910/11 wurden alle drei Schiffe in einer Mischung zwischen Neobarock und Jugendstil – etwa in der Art Heinrich Hauberrissers – um zwei Joche nach Westen verlängert. Außerdem wurde die heutige Empore errichtet und die spätgotische Sakristei um ein Joch nach Osten erweitert. 1922 erfolgte die Ausgliederung Essenbachs aus der Pfarrei Altheim und damit die Gründung der Pfarrgemeinde Essenbach. Erster Pfarrer wurde der spätere Dekan Josef Müller.

### Renovierungsmaßnahmen seit den 1980er Jahren
Im Jahr 1982 das Kirchengestühl unter Verwendung der barocken Wangen erneuert. 1988/89 wurde die Sakristei auf etwa die doppelte Grundfläche erweitert. Im Jahr 1994 baute man eine neue, barock disponierte Orgel einbauen und eine dem Zweiten Vatikanischen Konzil entsprechende Aufstellung von Volksaltar und Ambo vornehmen, ohne dass dabei in die bestehende Ausstattung des Chorraums eingegriffen wurde. Beide Ausstattungsstücke wurden den Rokokoaltären stilistisch angeglichen. 1997 wurde der Turm saniert. Dabei erfolgten auch der Einbau eines neuen Glockenstuhls mit Gegenpendelanlage und eine vollständige Erneuerung der Balustrade.
Von 2020 bis 2022 erfolgte eine umfolgte eine umfangreiche Innenrenovierung. Dabei wurden unter anderem die Heizungsanlage und die Elektroinstallationen erneuert, ein neues Lichtkonzept mit LED-Leuchten umgesetzt, der Putz ausgebessert und ein neuer Anstrich aufgetragen. Als besonders herausfordernd erwies sich die Restaurierung des Stuckaturen im nördlichen Seitenschiff. Außerdem wurde die knapp 30 Jahre alte Orgel grundgereinigt und neu intoniert.

## Architektur

### Entstehung des heutigen Kirchenbaus
Die Pfarrkirche ist heute der Bauform nach eine dreischiffige Hallenkirche, wobei das Mittelschiff mit dem nur leicht eingezogenen, geosteten Chor den spätgotischen Kernbau bildet. In barocker Zeit wurden die beiden Seitenschiffe angebaut. Alle drei Schiffe umfassten bis Anfang des 20. Jahrhunderts nur vier Joche; erst 1910/11 wurde der Bau um zwei Joche nach Westen verlängert.

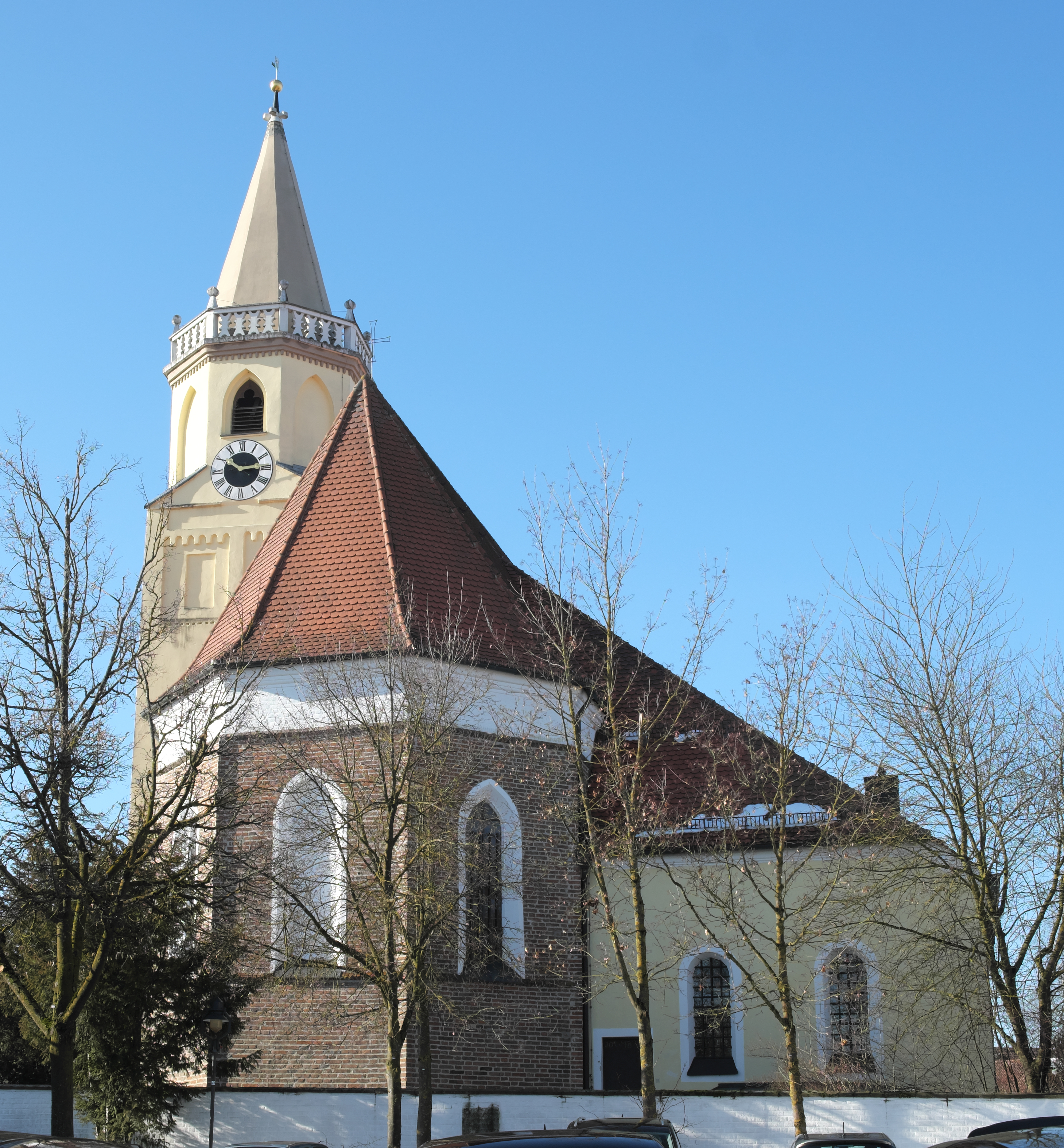
Außenansicht von Nordosten

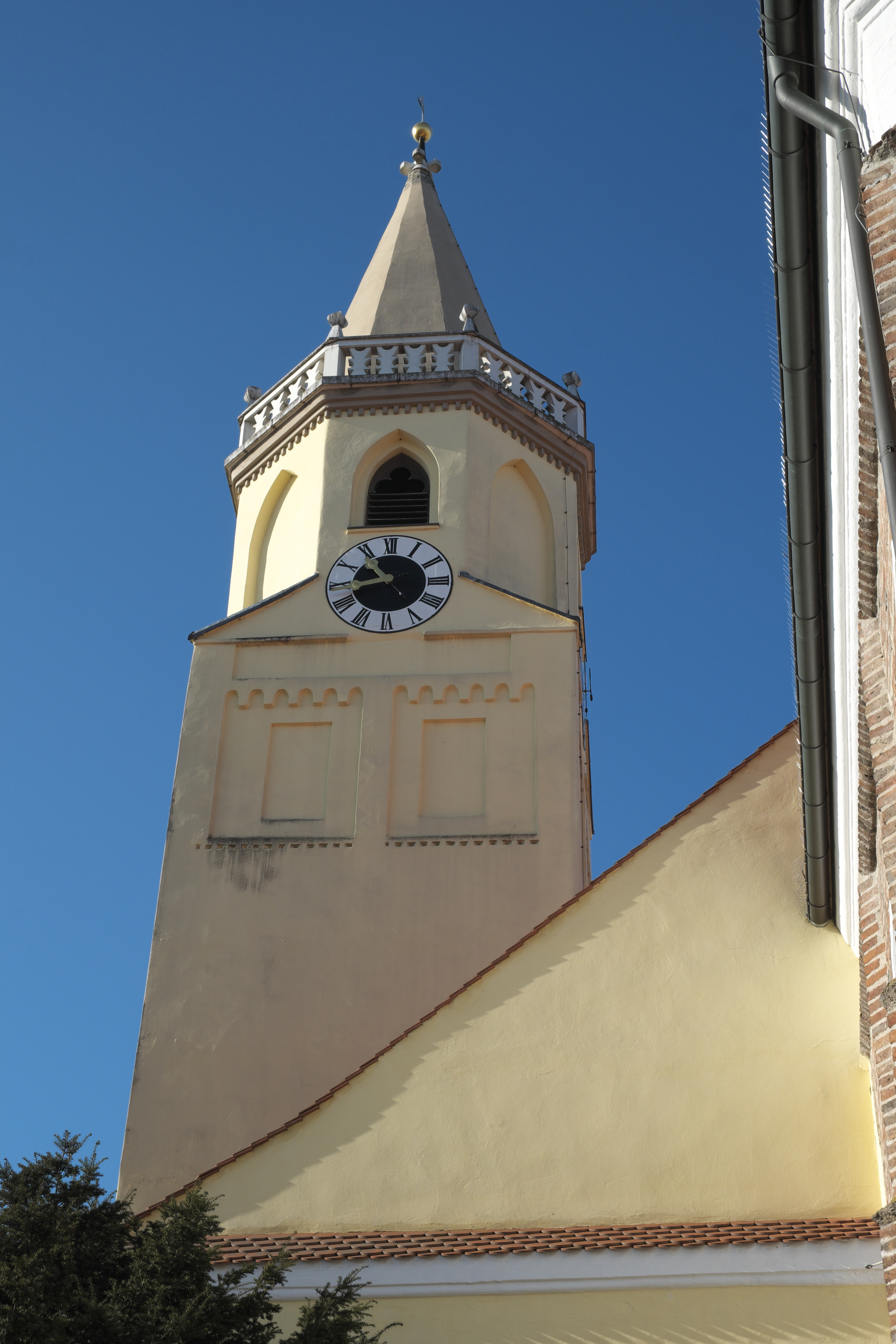
Turmoberbau

### Außenbau
Der noch aus spätgotischer Zeit stammende, außen unverputzte Chor besteht aus drei Jochen und einem Chorschluss in drei Achteckseiten, die jeweils spitzbogige Fensteröffnungen enthalten. Das mittlere Fenster, innen vom Hochaltar verdeckt, wurde in der Barockzeit zugesetzt. Der Außenbau des Altarhauses wird durch einmal abgesetzte Dreieckslisenen, Kaffgesims und einen inzwischen verputzten und weiß übertünchten Dachfries gegliedert. An der Nordseite des Chores ist die Sakristei angebaut, die im Laufe des 20. Jahrhunderts bereits zweimal erweitert wurde und deshalb heute in der Breite über das nördliche Seitenschiff hinausragt.
Das Mittelschiff ist nur unmerklich breiter als der Chor und umfasst wie die beiden Seitenschiffe sechs Joche. Der gegenüber den Schiffen um wenige Grad verdrehte Turm springt merklich in das vierte und fünfte Joche des südlichen Seitenschiffs ein; im sechsten Joch wird die verringerte Breite beibehalten. Auch das rückwärtige Joch des nördlichen Seitenschiff wurde schmäler als die übrigen gestaltet. Die Breite der Seitenschiffe und die Bauform ihrer Bedachungen sind nicht nach den üblichen Proportionen der Spätgotik erfolgt; daher ist nicht nur ihre Ausstattung, sondern die Bauzeit dem Barock zuzuordnen. Alle drei Schiffe sind unter einem gemeinsamen Satteldach vereinigt, welches auch das Altarhaus mit einbezieht. Bis auf zwei kleine Fenster auf der Höhe der Orgelempore verfügt das Mittelschiff seit dem Anbau der Seitenschiff über keine eigenständige Beleuchtung mehr. Die Fenster in den Seitenschiffen sind oben und unten ausgerundet. Der Bau verfügt über drei Portale: jeweils im fünften Joch der Seitenschiffe und an der Rückwand des Mittelschiffs. Bis auf das Presbyterium ist der gesamte Außenbau gelb getüncht; lediglich die Fensterlaibungen sind in weißer Farbe gehalten.
Der Unterbau des massigen Turmes, der rund zwei Drittel der Gesamthöhe einnimmt, geht im Kern auf die romanische Vorgängerkirche zurück und weist rund zwei Meter starkes Füllmauerwerk zwischen zwei Backsteinschalen auf. Das weitgehend ungegliederte Äußere verweist noch auf die ursprüngliche Funktion als Bergfried. Erst unmittelbar vor dem Übergang zum Achteck befinden sich je Seite zwei Rechteckblenden mit Deutschem Band und abschließendem Rundbogenfries. Der gedrungene achteckige Oberbau ist an den Schrägseiten mit Spitzbogenblenden verziert; an den übrigen Seiten befinden sich die Turmuhren und die spitzbogigen Schallöffnungen. Den oberen Abschluss bildet wiederum Deutsches Band. Den spätgotischen Oberbau bekrönen eine einzigartige Tuffstein-Galerie mit Eckfialen, die wie eine Krone wirkt, jedoch im 20. Jahrhundert in Beton nachgebildet wurde, und ein gemauerter, achtseitiger Spitzhelm mit Kreuzblume.

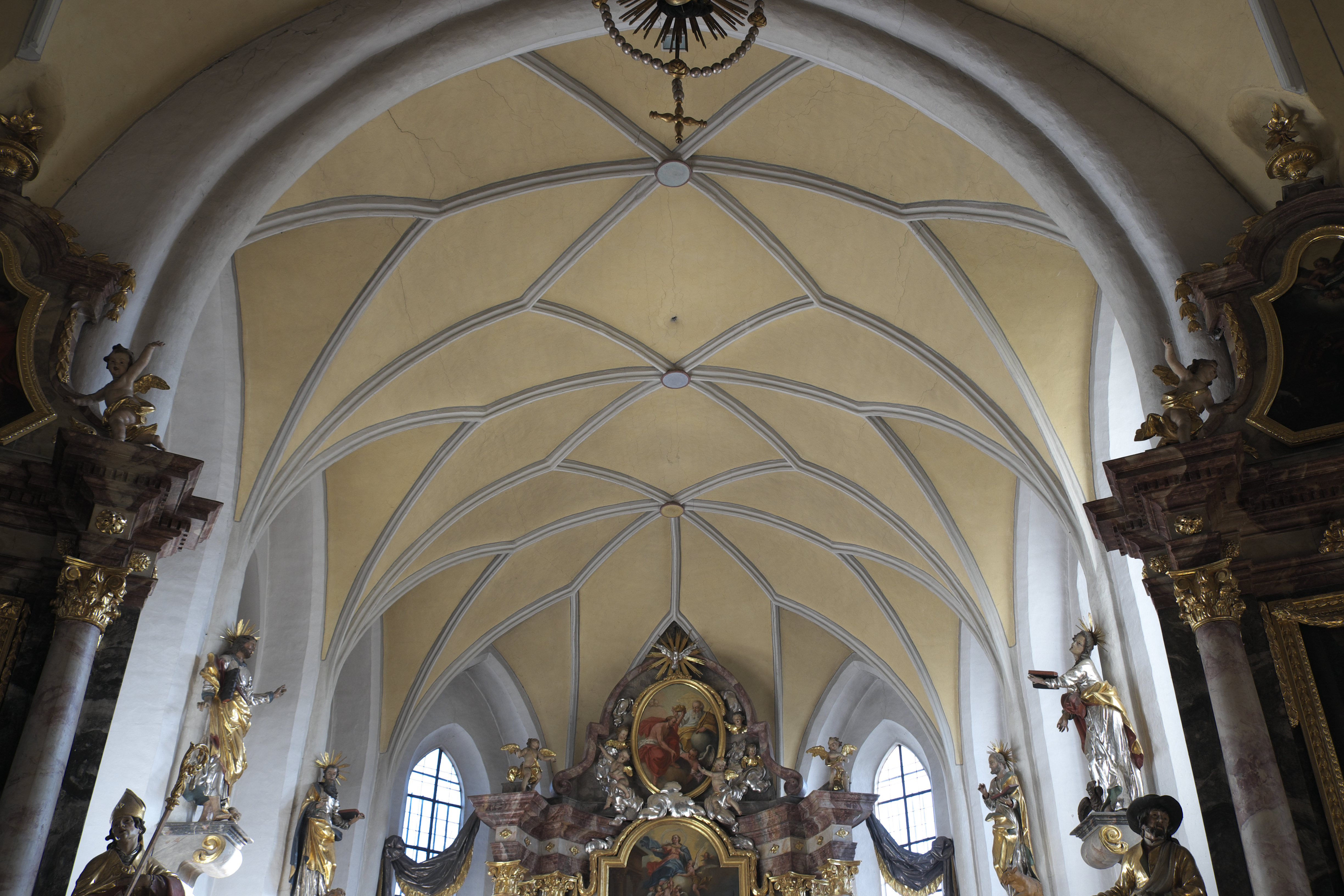
Gewölbe

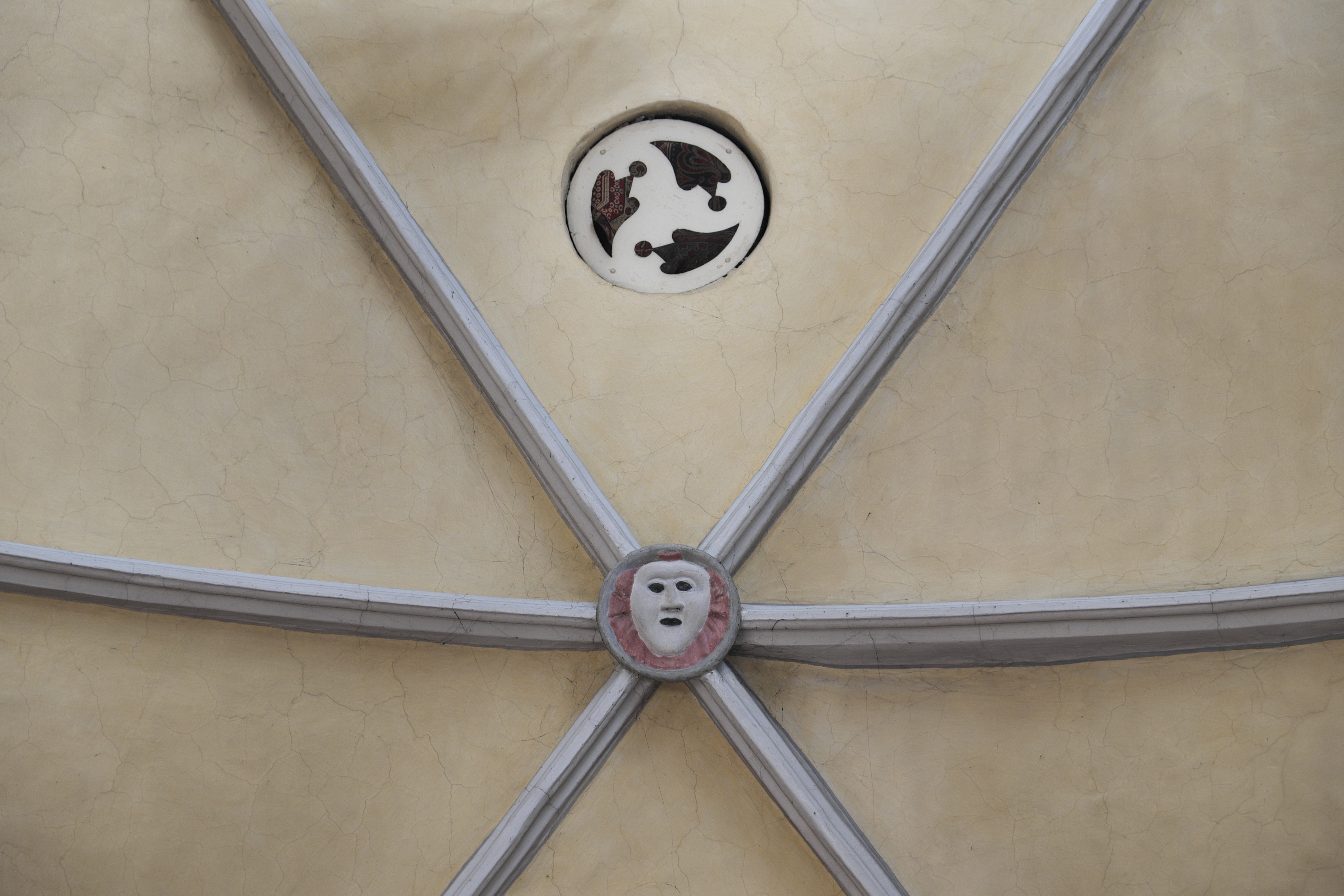
Schlussstein mit Kopfrelief

### Innenraum
Chor und Mittelschiff, beide etwa zur gleichen Zeit entstanden, werden von einem spätgotischen Rippengewölbe in sternförmiger Figuration mit Stichkappen überspannt. Rechteckige, gefaste Wandpfeiler mit halbrunden Diensten und gleichartige Schildbögen tragen das Gewölbe. Dessen Rippen entspringen ohne Vermittlung aus den halbrunden Diensten. Das Gewölbe verfügt über runde Schlusssteine, wobei der im Chor östliche Schlussstein ein Kopfrelief aufweist und der zweite von Osten die Jahreszahl der Erbauung (1470) trägt. Der spitze, beidseits gefaste Chorbogen ist leicht eingezogen und besitzt ebenfalls einen halbrunde Dienst, der ungewöhnlicherweise bis zum Scheitelpunkt des Bogens weiterläuft. Das Gewölbe im historischen Teil der Sakristei besitzt – wie in Chor und Mittelschiff – sternförmige Figuration und ruht auf halbrunden Profilkonsolen. Dem runden Schlussstein ist eine Rosette aufgelegt.
Rundbogenarkaden, die in der Barockzeit aus der Seitenwand des Mittelschiffs herausgebrochen wurden, vermitteln den Übergang zu den Seitenschiffen. Stehengeblieben sind rechteckige Pfeiler, welche die Scheidbögen tragen. Diese wurden mit barocken Gesimsen verziert. Beide Seitenschiffe werden von einem Tonnengewölbe mit Stichkappen überspannt. Das hinterste Joch des Mittelschiffs wird von der Chor- oder Orgelempore überdeckt.

### Maße
Das Bayerische Landesamt für Denkmalpflege gibt in einer Grundrisszeichnung folgende Maße an:
- Innenlänge gesamt: 36,25 m
  - Innenlänge des Chores: 10,90 m
  - Innenlänge des Langhauses: 25,35 m
    - davon Erweiterungsbau 1910/11: 9,60 m
- Innenbreite gesamt: 20,00 m
  - Innenbreite des Chores: 8,00 m
  - Innenbreite des Mittelschiffes: 8,75 m
  - Innenbreite des nördlichen Seitenschiffes (1.–5. Joch): 4,60 m
  - Innenbreite des südlichen Seitenschiffes (1.–3. Joch): 4,90 m
- Turmhöhe gesamt: 40,50 m
  - Turmhöhe bis zur Glockenstube: 24,25 m

## Ausstattung

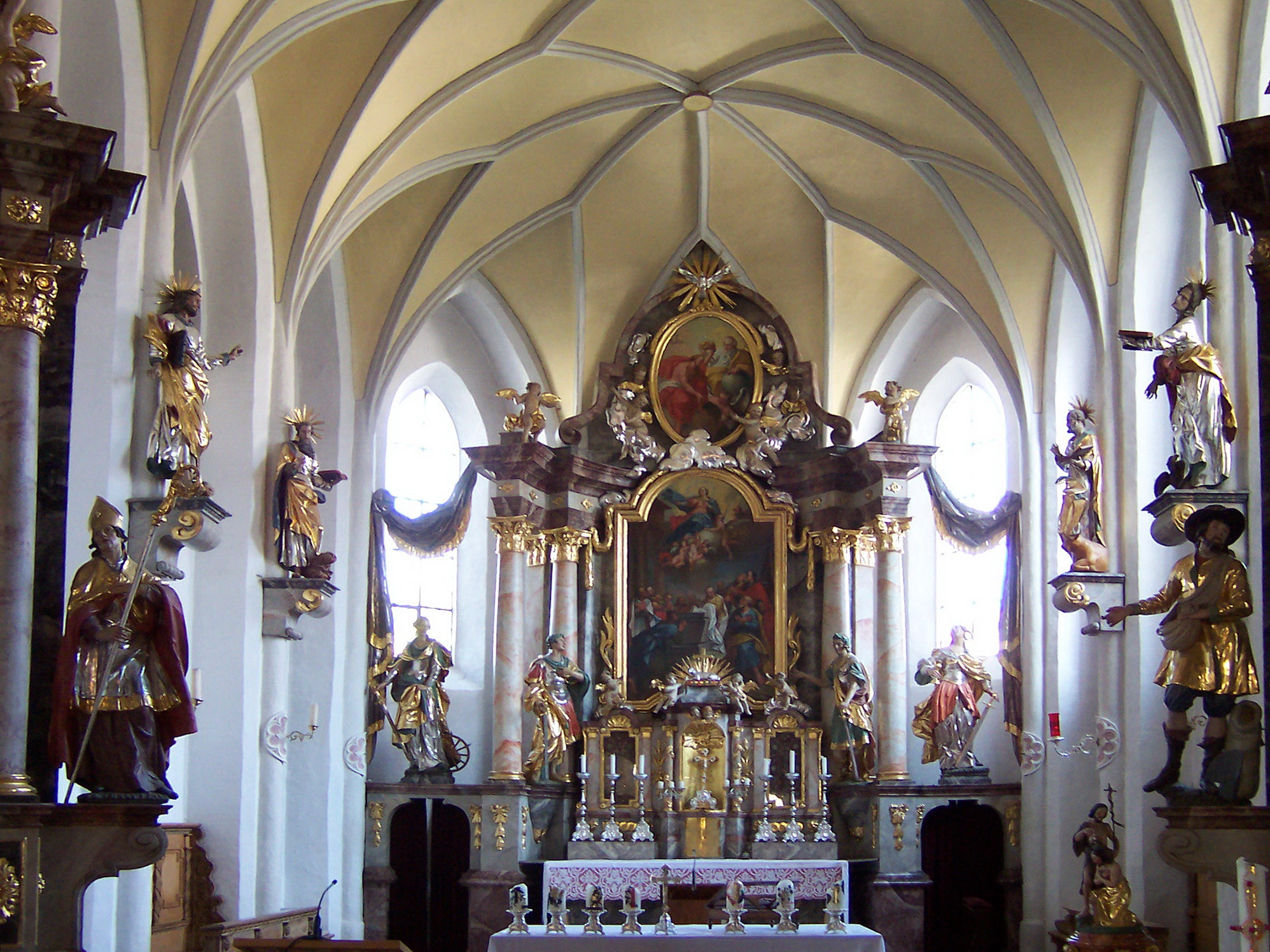
Chorraum

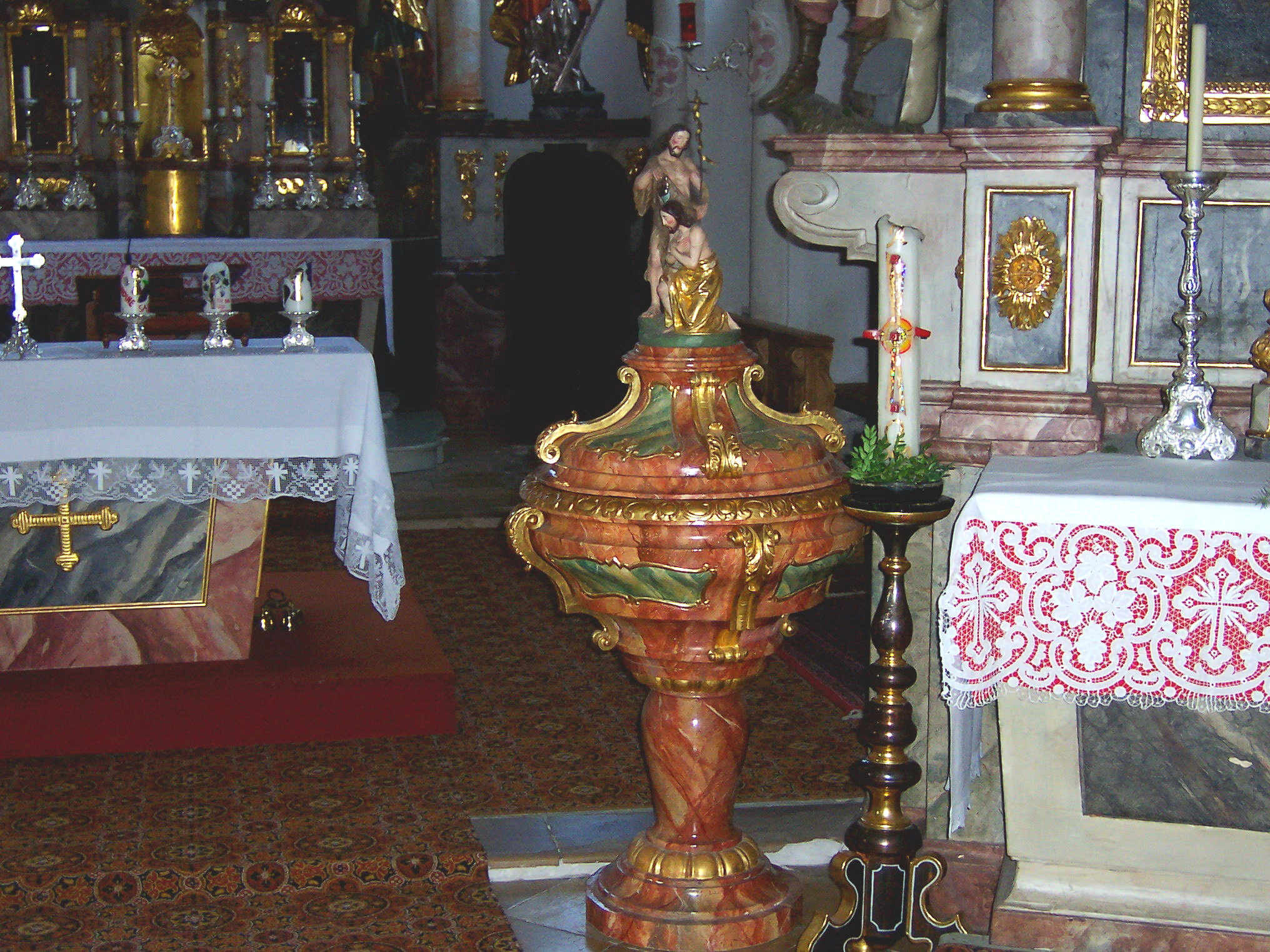
Barocker Taufstein

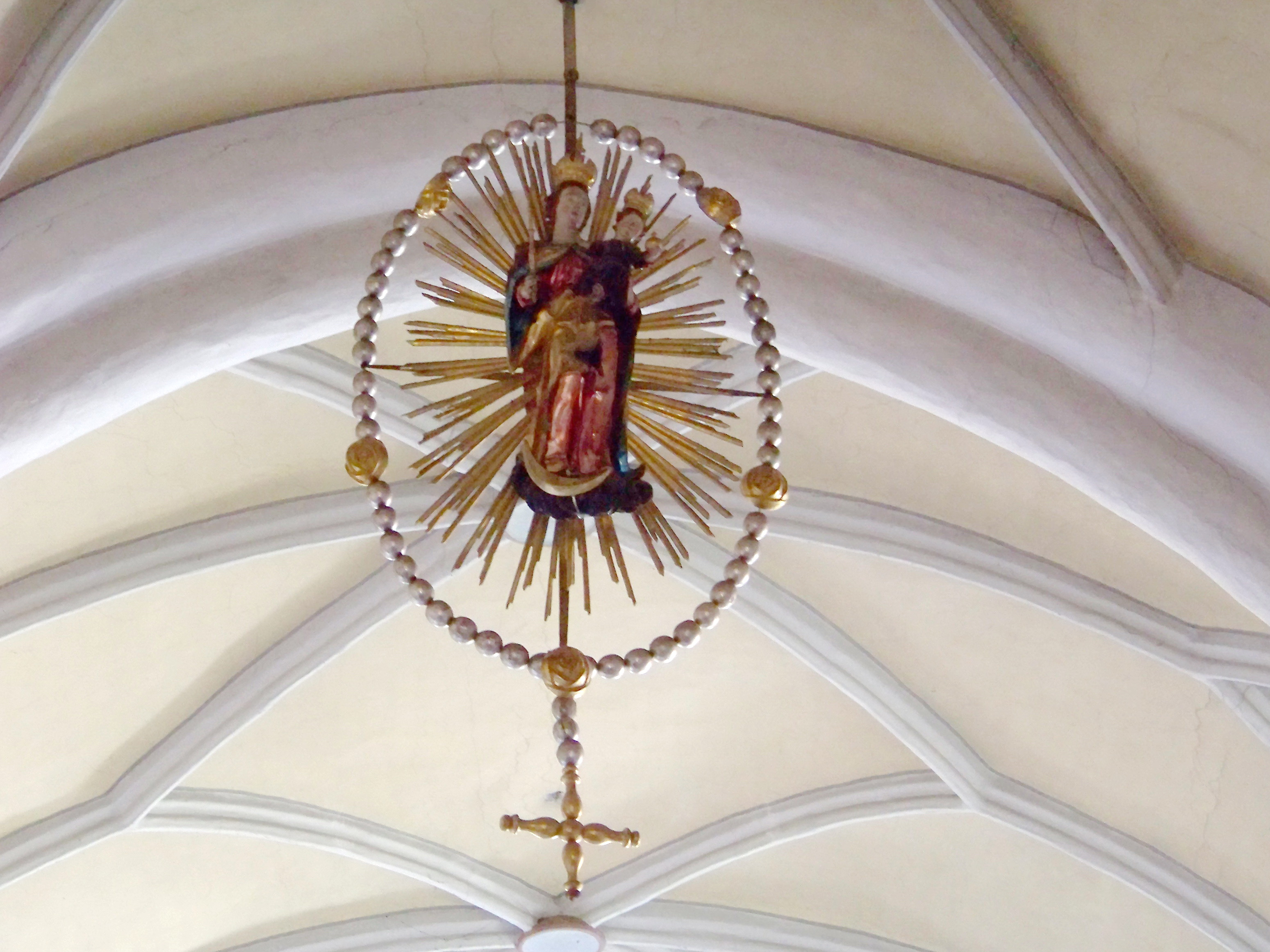
Rosenkranzmadonna

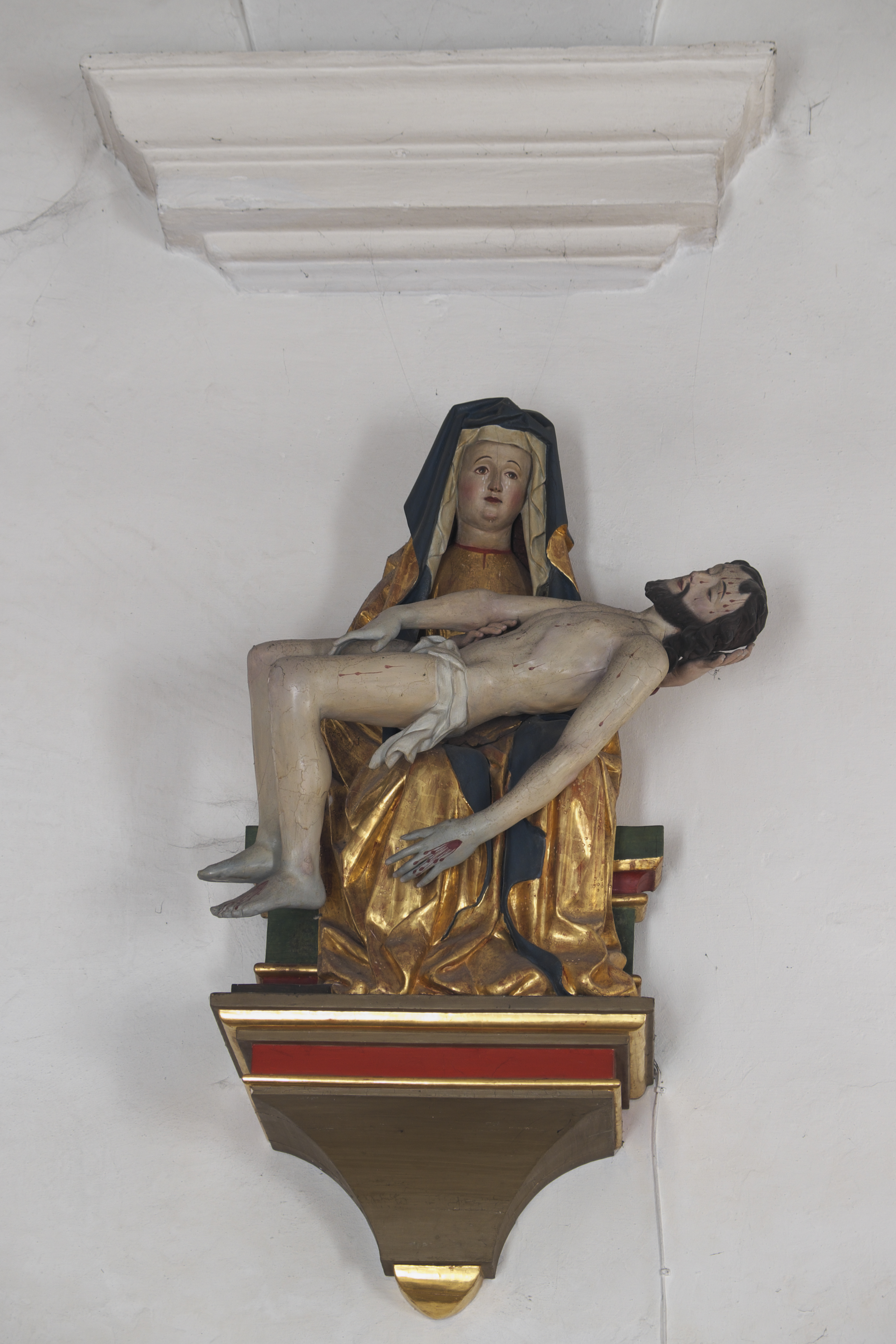
Spätgotische Pietà

Bemerkenswert ist die reichhaltige Ausstattung, die überwiegend im Stile des Barock und Rokoko gehalten ist. Besonders hervorzuheben sind die barocken Wandgemälde und Stuckaturen im nördlichen Seitenschiff aus der Zeit um 1670 sowie der Hochaltar und die beiden Chorbogenaltäre, die aus der Werkstatt des berühmten Landshuter Bildhauers Christian Jorhan d. Ä. stammen. Aus spätgotischer Zeit haben sich eine Figur der Mondsichelmadonna am Altar der nördlichen Seitenschiffs sowie eine Pietà im südlichen Seitenschiff erhalten.

### Hochaltar
Der Chorraum enthält als zentrales Ausstattungsstück den Hochaltar, der – wie die Seitenaltäre – von Christian Jorhan d. Ä. um 1780/90 geschaffen wurde. Er ist im Stile des Spätrokoko mit bereits erkennbaren klassizistischen Einflüssen gehalten. Der viersäulige Aufbau erhebt sich über einer doppelten Sockelzone und fügt sich durch seine gekurvte Gestalt gut in den dreiseitigen Chorschluss ein. Der Holzaufbau, der sich der Machart und der Marmorierung nach der Familienwerkstätte Zellner aus Dorfen zuordnen lässt, trägt das großflächige Altarblatt mit der Patroziniumsdarstellung der Himmelfahrt Mariens. Darüber befindet sich ein ovales Auszugsbild, welches – die den Altar bekrönende Heilig-Geist-Taube im Strahlenkranz einbezogen – die Heilige Dreifaltigkeit zeigt.
Auf der Mensa befindet sich der Drehtabernakel mit einem Gemmenkreuz, also einem vergoldeten und versilberten Siegeskreuz, der von zwei Reliquientafeln flankiert wird. Obenauf ist das Lamm Gottes auf dem Buch mit den sieben Siegeln zu sehen, flankiert von vier kleinen Putten. Oberhalb der beiden Spitzbogenfenster im Chorschluss hat Jorhan Draperien modelliert, darunter Schnitzfiguren der Heiligen Katharina (links) und Barbara (rechts). Zwischen den Säulenpaaren links und rechts befinden sich Figuren der „Wetterheiligen“ Johannes und Paulus.

### Übrige Ausstattung im Chorraum
Auf Konsolen an den Wanddiensten, welche die Chorjoche voneinander abtrennen, finden sich geschnitzte Figuren der vier Evangelisten mit ihren Attributen: Matthäus mit dem Kopf eines Menschen, Markus mit dem Löwen, Lukas mit dem Stier und Johannes mit dem Adler, der in bewegter Positur den Kirchenbesuchern gerade das Evangeliar zuzuwenden scheint.
Das barocke, marmorierte Taufbecken ist in Kelchform ausgeführt und besitzt einen spangenbesetzten Deckel, welcher kleine Figuren von Jesus Christus und Johannes dem Täufer trägt. Diesem wurden der moderne Volksaltar und der moderne Ambo nachempfunden, die beide aus dem Jahr 1994 stammen und als marmorierte Holzaufbauten ausgeführt sind. Sehenswert ist auch die Rosenkranzmadonna am Chorbogen, eiune Mondsichelmadonna, deren Strahlenkranz als Rosenkranz gestaltet ist.

### Chorbogenaltäre
Links und rechts des Chorbogens stehen – leicht schräg, um sie noch im Mittelschiff unterbringen zu können, – die zweisäuligen Rokoko-Seitenaltäre, die ebenfalls aus der Werkstatt Christian Jorhans d. Ä. stammen. Der linke Seitenaltar zeigt auf dem Altarblatt eine Darstellung des heiligen Sebastian. Er besitzt ein geschwungen gerahmtes Auszugsbild, auf dem Engel bei der Verehrung des Altarsakramentes zu sehen sind. An den Säulen stehen Figuren zweier heiliger Bischöfe ohne erkennbare Attribute. Der rechte Seitenaltar zeigt auf dem Altarblatt eine Darstellung der Anbetung Jesu durch die Heiligen Drei Könige, im Auszugsbild eine Darstellung der Geburt Christi und an den Säulen Figuren der bäuerlichen Heiligen Isidor und Notburga.

### Übrige Ausstattung im Mittelschiff
Die Rokoko-Kanzel wurde Mitte des 18. Jahrhunderts geschaffen und dürfte damit um einige Jahrzehnte älter als die drei Jorhan-Altäre sein. Sie besitzt einen geschwungenen, polygonalen Korpus, der mit vergoldetem Rahmenwerk und an den Kanten mit vergoldeten Voluten verziert ist. An der Rückwand befindet sich eine Darstellung des Guten Hirten. An der Unterseite des Schalldeckels ist die Heilig-Geist-Taube im Relief dargestellt, obenauf befindet sich ein Fanfarenengel.
Bemerkenswert sind außerdem die barocken Stuhlwangen aus der Zeit um 1710/20, die mit Akanthusschnitzereien in zwei verschiedenen Ausführungen aufweisen und heute Teil des 1982 erneuerten Kirchengestühls sind.

### Nördliches Seitenschiff (Marien- oder Frauenkapelle)

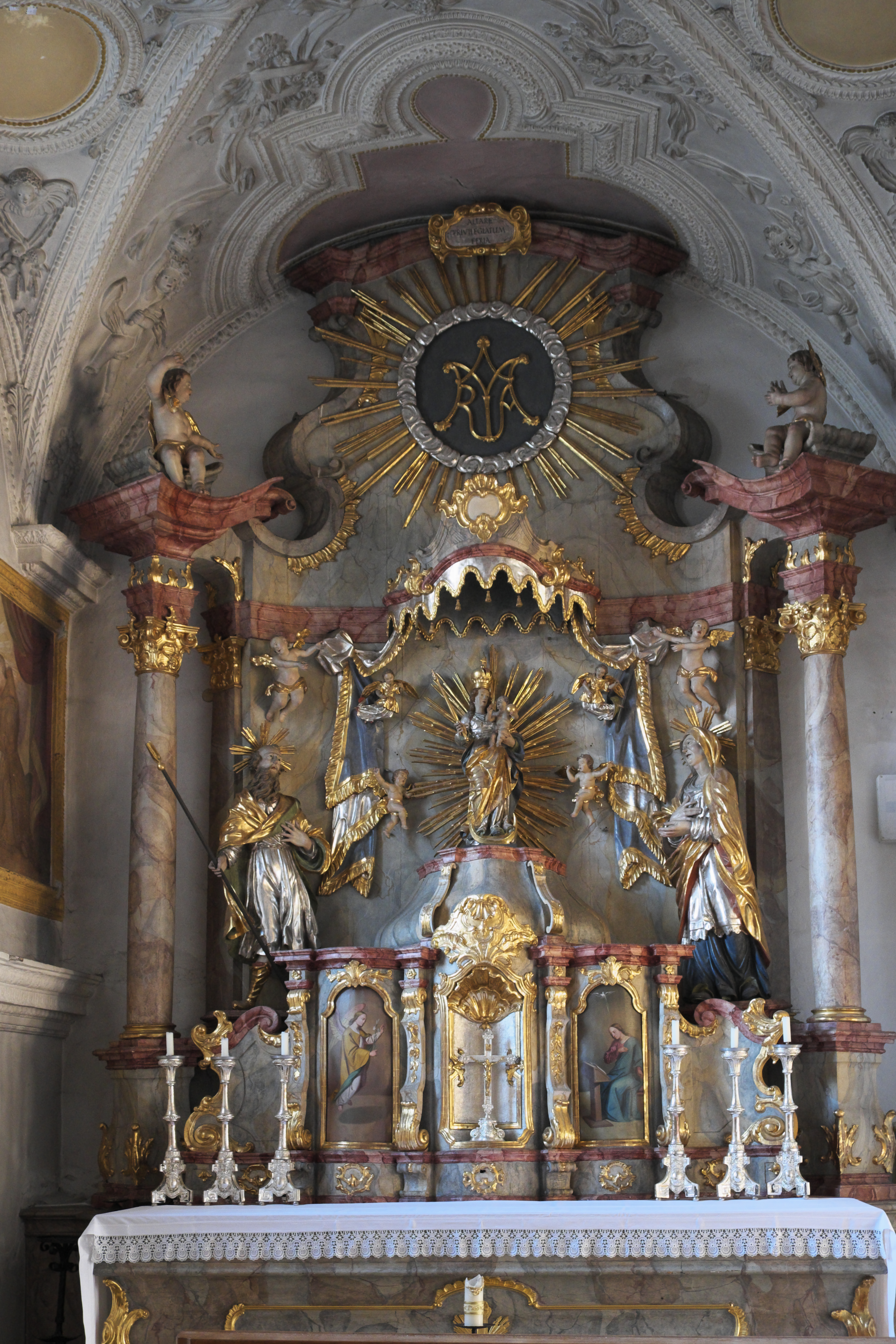
Nördliches Seitenschiff: Marienaltar im Rokokostil

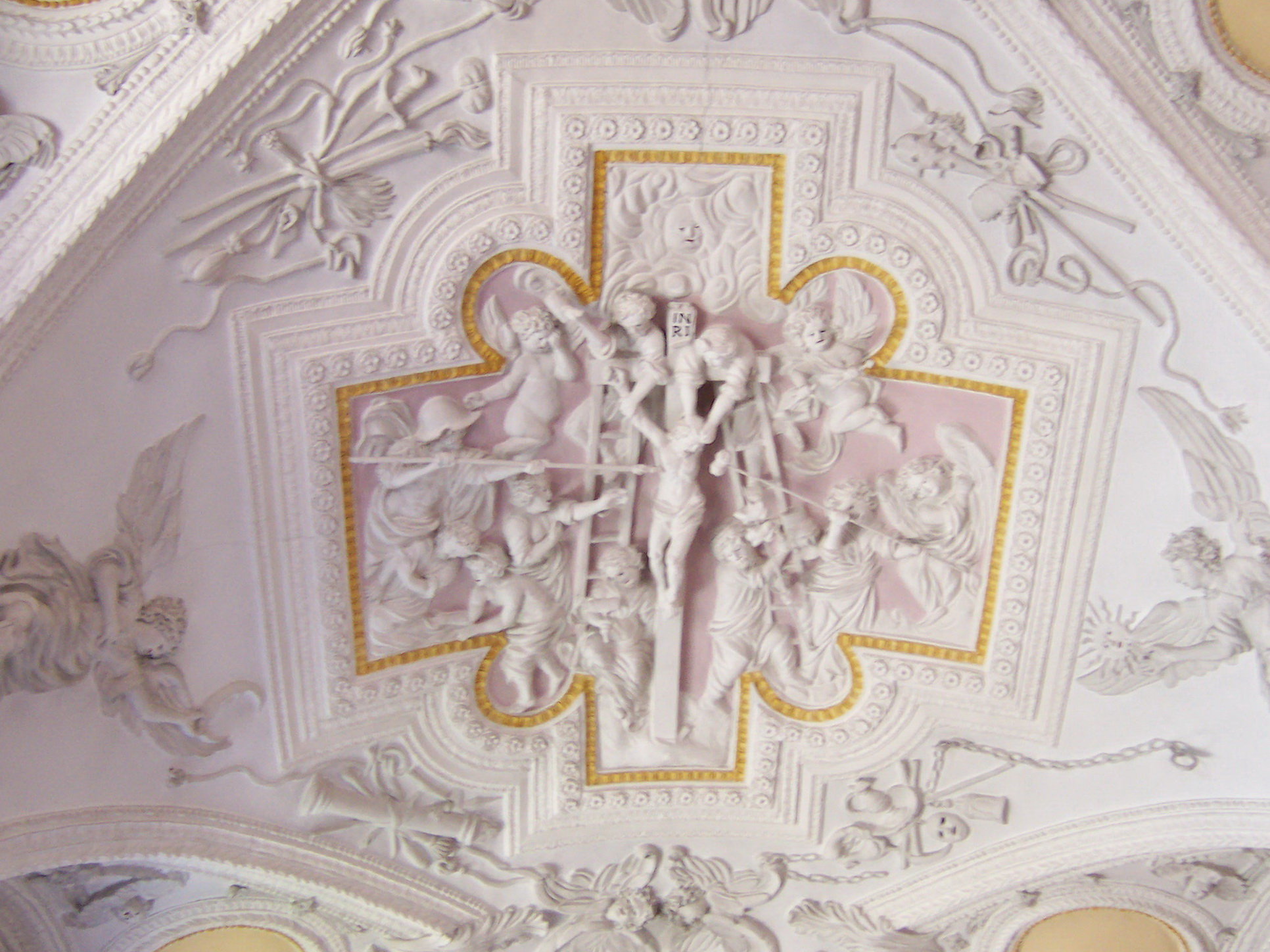
Stuckdecke mit Kreuzigungsdarstellung (um 1670/80) im linken Seitenschiff

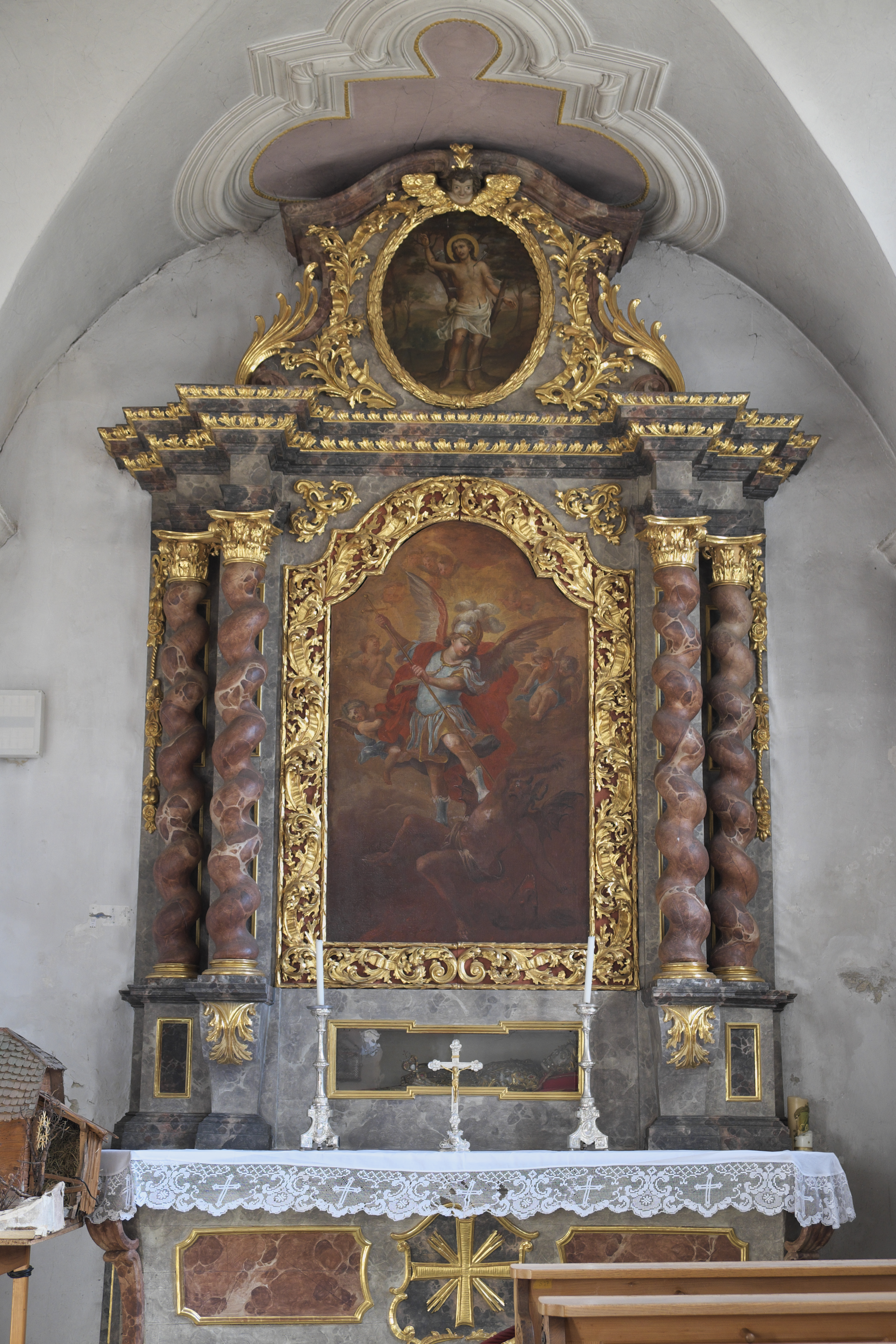
Südliches Seitenschiff: Michaelsaltar im Barockstil

Das nördliche Seitenschiff, gestalt als Marien- oder Frauenkapelle ist reich mit aufwändigen Stuckaturen an der Decke und farbigen Wandgemälden aus der Entstehungszeit um 1670/80 verziert, die dem Stil nach möglicherweise von Schlierseer Künstlern stammen. Der Rokokoaltar entstand bedeutend später.
An der Stirnseite des Schiffs befindet sich ein zweisäuliger Rokokoaltar, der eine Figur der Mondsichelmadonna mit dem Jesuskind enthält. Diese stammt aus der Zeit um 1500 und zählt somit zu den ältesten Ausstattungsstücken der Kirche. Bei der Entstehung der Altares wurde die Figur auf einen hohen Sockel gestellt, von einem vergoldeten Strahlenkranz hinterfangen, mit einem Baldachin bekrönt und von sechs Putten umgeben. Als Seitenfiguren fungieren Marias Eltern, der heilige Joachim und die heilige Anna. In dem geschwungenen Altarauszug ist ein Marienmonogramm, umgeben von Gewölk und einem Strahlenkranz, zu sehen. Dieser wird von zwei auf Voluten sitzenden Engelsfiguren flankiert. Wie der Hochaltar weist dieser Seitenaltar eine leicht geschwungene Form auf.
Über die gesamte Gewölbedecke des linken Seitenschiffs hinweg sind reich verziertes Rahmenwerk und Leistenornamente mit Engelsköpfen, Blütenvasen, Fruchtgehängen, Weinranken, Füllhörnern, Palm- und Lorbeerzweigen sowie frei geformten Kartuschen zu finden. Die zentrale und zugleich aufwändigste Darstellung ist im dritten Joch von Osten zu finden: ein Relief der Kreuzigung Christi inmitten eines kreuzförmigen Stuckrahmens. In den angrenzenden Eckfeldern sind verschiedene Leidenswerkzeuge Christi zu sehen, zum Beispiel die Laterne des Judas, die brennenden Fackeln der Kohorte, die Christus am Ölberg gefangen nahm, die Geißelsäule und die Geißelruten, die Kette an der Säule, der krähende Hahn, die Wasserschale, in der Pilatus seine Hände in Unschuld wusch, der Pickel zum Einrammen des Kreuzes, Hammer und Beißzange für die Annagelung, der Stab mit dem Essigschwamm und die Lanze, mit der Jesu Seite durchstochen wurde.
Über dem Marienaltar präsentiert der Künstler das zweite zentrale Thema seines Werks. Es sind hier verschiedene Attribute der Mutter Gottes dargestellt: ein Putto mit der Krone Mariens, ein anderer Putto mit einem Lilienzweig, ein Weihrauchfass mit aufsteigendem Weihrauchdunst, eine Friedenstaube, ein Altar mit Monstranz, Sonne und Mond als Zeichen Mariens, der Turm Davids und ein Putto mit dem Meersterns, ein Ziehbrunnen für das heilkräftige Wasser als Quell des Lebens und ein Putto mit einem Spiegel („Du Spiegel der Gerechtigkeit“). Nahe der Empore hält ein Putto über einer Palme wiederum eine Lilie als Zeichen der Keuschheit (Mariens), daneben ein weiterer Putto – über einer Libanon-Zeder schwebend – mit den Rosen der Liebe. In den Zwickelflächen zwischen den Stichkappen sind zahlreiche Putten sowie diverse Motive aus der Lauretanischen Litanei zu sehen.
Die umrahmten Wandgemälde zwischen den Fenstern zeigen von Ost nach West: den heiligen Antonius von Padua, dem das Jesuskind erscheint, die Verkündigung an Maria durch den Erzengel Gabriel, eine Schutzmantelmadonna mit Bildnis des Stifterehepaars Schütz und deren Kindern, die Aufnahme Mariens in den Himmel und im letzten Bildfeld, das wegen des Emporenanbaus in der Mitte abgeschnitten wurde, eine kniende Männergestalt, die nicht näher identifizierbar ist. Die Wandgemälde an den Säulen zum Mittelschiff enthalten von Ost nach West: die heilige Irmingard oder Walburga, die heilige Ottilia als Patronin der Augenleidenden, den heiligen Florian beim Löschen eines brennenden Hauses und den heiligen Leonhard als Patron für das Vieh. In den Arkaden selbst sind Darstellungen des Kreuzweges Christi in Stuckrahmen zu sehen.

### Südliches Seitenschiff (Michaelskapelle)
Das südliche Seitenschiff ist dagegen deutlich schmuckloser, enthält aber den ältesten Altar der Kirche, einen Barockaltar mit vier gewundenen Säulen und Akanthusschnitzereien. Dieser entstand um 1713. Das Altarblatt stellt den Erzengel Michael im Kampf gegen Luzifer dar, das ovale Auszugsbild den heiligen Sebastian. In der Predellazone ist ein „Heiliger Leib“ zu sehen. Dieses Stück geht auf einen alten Brauch zurück, der an das Martyrium früher Christen erinnern soll. Das Retabel wurde in späterer Zeit den Rokokoaltären angeglichen und weist nunmehr eine ähnliche Marmorierung auf. Das rechte ist im Vergleich zum linken Seitenschiff nur äußerst sparsam mit Rahmenstuckfeldern am Gewölbe dekoriert. Es enthält allerdings Barockfiguren des heiligen Sebastian und einen überlebensgroßen Johannes Nepomuk; ferner eine spätgotische Pietà und ein barockes Missionskreuz, welches an der Rückseite der Kanzelsäule angebracht ist.

### Orgel
Im Jahr 1940 erhielt die Pfarrkirche Mariä Himmelfahrt eine neue Orgel, die von Michael Weise aus Plattling erbaut wurde. Das pneumatische Kegelladeninstrument mit Freipfeifenprospekt und freistehendem Spieltisch umfasste 17 Register auf zwei Manualen und Pedal. Die Disposition lautete wie folgt:
| I. Manual C–g3 |             |    |
| 1.             | Principal   | 8′ |
| 2.             | Salicional  | 8′ |
| 3.             | Gedackt     | 8′ |
| 4.             | Octav       | 4′ |
| 5.             | Dolce Flöte | 4′ |
| 6.             | Cornett     | 8′ |

| II. Manual C–g3 |            |       |
| 7.              | Gemshorn   | 8′    |
| 8.              | Rohrflöte  | 8′    |
| 9.              | Principal  | 4′    |
| 10.             | Spitzflöte | 4′    |
| 11.             | Nasard     | 2 ⁄3′ |
| 12.             | Schwiegel  | 2′    |
| 13.             | Mixtur III |       |

| Pedal C–d1 |          |        |
| 14.        | Subbaß   | 16′    |
| 15.        | Zartbaß  | 16′    |
| 16.        | Octavbaß | 8′     |
| 17.        | Quintbaß | 5 1⁄3′ |

- Koppeln: II/I, II/P, I/P, Super II/I, Sub II/I

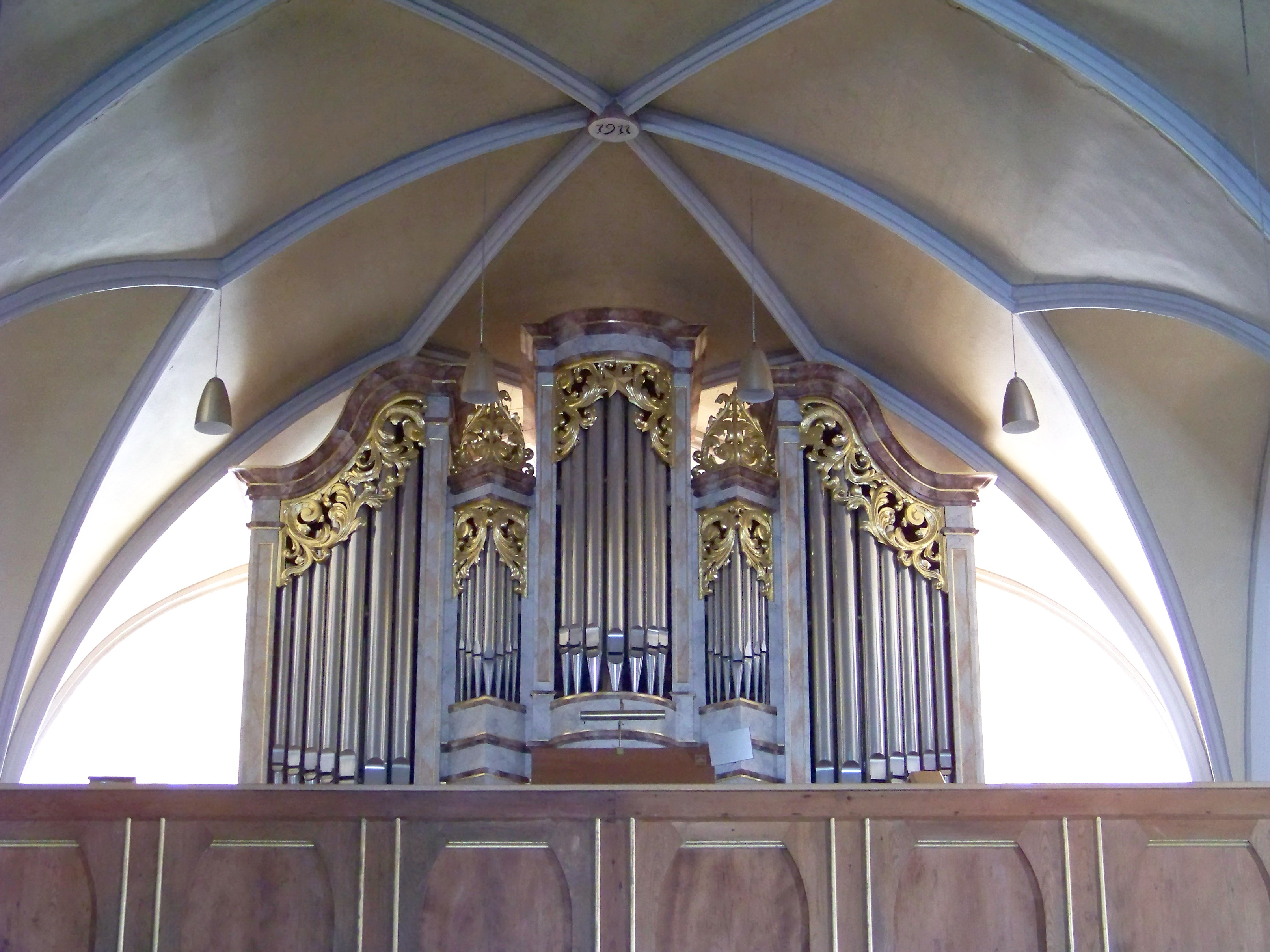
Sandtner-Orgel mit Schleierwerk auf der Westempore

Im Jahr 1994 wurde die Weise-Orgel durch ein neues Instrument von der Firma Orgelbau Sandtner aus Dillingen ersetzt, welches bis heute in Betrieb ist. Es besitzt 26 Register auf zwei Manualen und Pedal. Die Spiel- und Registertrakturen sind mechanisch ausgeführt. Die Disposition und die Gestaltung des Prospekts orientieren sich an barocken Vorbildern und nehmen so Bezug zur Ausstattung der Kirche. Die Disposition lautet im Einzelnen:
| I Hauptwerk |              |        |
| 1.          | Principal    | 8′     |
| 2.          | Copel        | 8′     |
| 3.          | Gemshorn     | 8′     |
| 4.          | Octave       | 4′     |
| 5.          | Traversflöte | 4′     |
| 6.          | Nasard       | 2 ⁄3′  |
| 7.          | Superoctave  | 2′     |
| 8.          | Terz         | 1 3⁄5′ |
| 9.          | Mixtur 4f.   | 2′     |
| 10.         | Trompete     | 8′     |
|             | Cymbelstern  |        |
|             | Tremulant    |        |

| II Schwellwerk |              |       |
| 11.            | Flauto       | 8′    |
| 12.            | Salicional   | 8′    |
| 13.            | Voix céleste | 8′    |
| 14.            | Principal    | 4′    |
| 15.            | Rohrflöte    | 4′    |
| 16.            | Waldflöte    | 2′    |
| 17.            | Larigot      | 1 ⁄3′ |
| 18.            | Cornet 3f.   | 2 ⁄3′ |
| 19.            | Mixtur 3f.   | 1 ⁄3′ |
| 20.            | Hautbois     | 8′    |
|                | Tremulant    |       |

| Pedal |            |     |
| 21.   | Subbaß     | 16′ |
| 22.   | Octavbaß   | 8′  |
| 23.   | Gedecktbaß | 8′  |
| 24.   | Octave     | 4′  |
| 25.   | Posaune    | 16′ |
| 26.   | Trompete   | 8′  |

- Koppeln: II/I, II/P, I/P
- Spielhilfen: Organo pleno an/ab

### Glocken
Das Gotteshaus verfügt über vier Glocken:
- Heilig-Kreuz-Glocke, 30 Zentner
- Herz-Jesu-Glocke, 17 Zentner
- Marien-Glocke, 11 Zentner
- Josephs-Glocke, 7 Zentner